# Port lotniczy Skive
Port lotniczy Skive – port lotniczy położony w miejscowości Skive, w Danii.